# Cyclomarsonina cedrelae
Cyclomarsonina cedrelae är en svampart som först beskrevs av T.S. Ramakr. & K. Ramakr., och fick sitt nu gällande namn av Franz Petrak 1965. Cyclomarsonina cedrelae ingår i släktet Cyclomarsonina, divisionen sporsäcksvampar och riket svampar.   Inga underarter finns listade i Catalogue of Life.